# 13963 Euphrates
13963 Euphrates este o planetă minoră (asteroid) din centura de asteroizi. A fost descoperită pe 3 august 1991 la Observatorul European Austral de Eric Walter Elst și a fost numită după Eufrat. 
Obiectul prezintă o orbită caracterizată de o semiaxă mare de 3,3290213 UAi, o excentricitate de 0,26, o înclinație de 0,93597 ° în raport cu ecliptica.